# Thomas Clouston

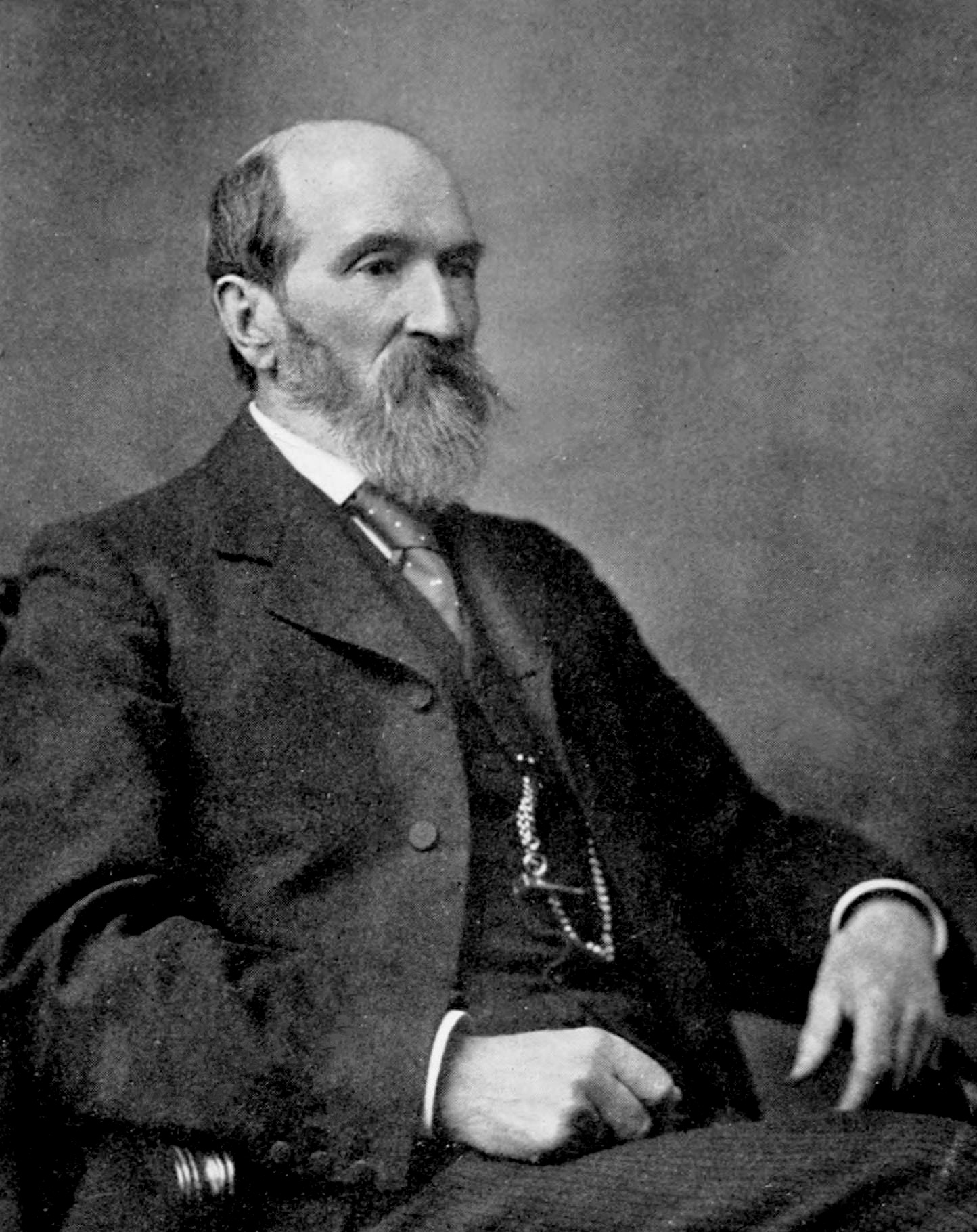
Thomas Clouston

Sir Thomas Smith Clouston (ur. 22 kwietnia 1840 w Nist House, na Orkadach, zm. 19 kwietnia 1915 w Edynburgu) – szkocki lekarz, psychiatra.
Studiował medycynę na Uniwersytecie Edynburskim. W 1863 został mianowany superintendentem Cumberland and Westmoreland Asylum w Carlisle. Od 1873 był superintendentem Royal Edinburgh Asylum, od 1879 wykładał również choroby umysłowe na Uniwersytecie Edynburskim. W 1883 opublikował podręcznik leczenia chorób psychicznych. W 1908 przeszedł na emeryturę.
W 1911 został pasowany na rycerza i uzyskał tytuł szlachecki.
Żonaty z Harriet Segur Storer, córką Williama Storera z New Haven. Miał dwóch synów i córkę. Starszy syn, Joseph Storer Clouston (1870–1944), został pisarzem. Jego córka wyszła za mąż za chirurga Davida Wallace'a.

## Wybrane prace
- The Neuroses of Development, Lecture III. Edinburgh Medical Journal, 37, ss. 104–124 (1891)